# Franz Oppenheim
Pour les articles homonymes, voir Oppenheim (homonymie).
 (juillet 2024).
Si vous disposez d'ouvrages ou d'articles de référence ou si vous connaissez des sites web de qualité traitant du thème abordé ici, merci de compléter l'article en donnant les références utiles à sa vérifiabilité et en les liant à la section « Notes et références ».
Franz Otto Oppenheim (né le 13 juillet 1852 à Berlin-Charlottenburg, mort le 13 février 1929 au Caire) est un chimiste et industriel allemand. Otto et son épouse Margarete ont constitué une collection de tableaux impressionnistes français.

## Biographie

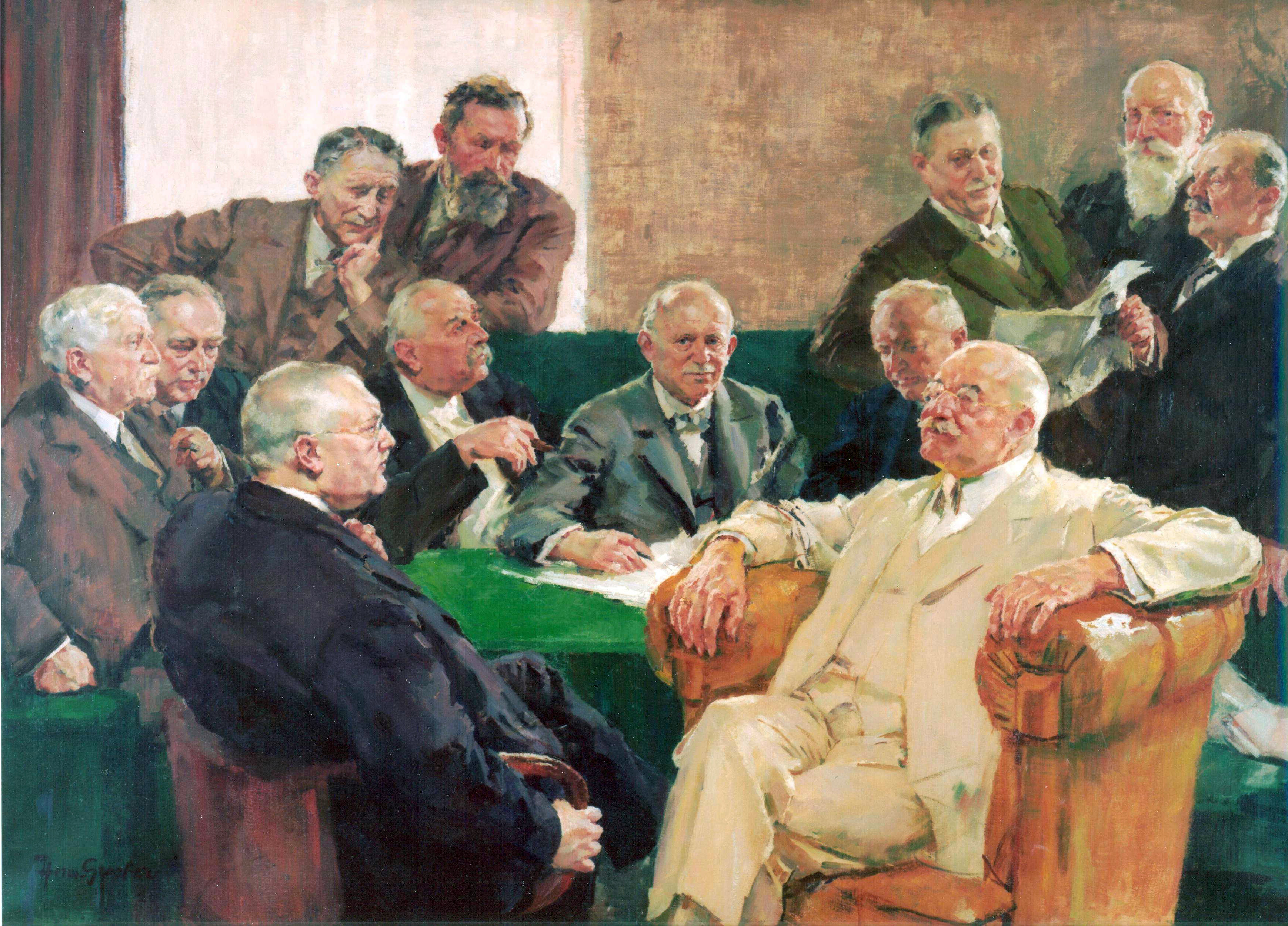
Franz Oppenheim (debout, à droite) avec le conseil de surveillance d'IG Farben, peint par Hermann Groeber (vers 1926)

Il effectue sa scolarité au gymnase Frédéric-Guillaume de Berlin et au lycée de l'abbaye Sainte-Marie de Stettin. Il revient à Berlin pour son «abitur» puis fait des études de chimie à Heidelberg auprès de Robert Wilhelm Bunsen, avec une interruption d'un an pour son service militaire. Il poursuit ses études à l' université de Bonn (1874-1877) où il soutient une thèse sous la direction d'Otto Wallach. Il est quelque temps l'assistant d'Eduard Pflüger (de) à l'université de Bonn, puis il est stagiaire à l'usine d'engrais Chemische Fabrik Kalk (de) à Cologne, où il devient directeur-adjoint responsable de la fabrication du salpêtre. À 28 ans, il entre à Agfa pour remplacer son beau-frère et fondateur de l'entreprise, Paul Mendelssohn Bartholdy, auquel il succède après sa mort en tant que gestionnaire (1886).
L'entreprise invente et commercialise le Rodinal, des plaques photographiques sensibles aux rayons X, et fonde l'usine d'ORWO (de). Grâce aux travaux sur la cellulose utilisée pour renforcer les films, Oppenheim accélère la recherche sur la viscose, qui devient une branche importante de fabrication. 
Oppenheim s'engage très tôt dans les premiers pourparlers de fusion de l'industrie chimique allemande. En 1908, Hermann Emil Fischer et Walther Nernst fondent l'association Chemische Reichsanstalt dont Oppenheim est le trésorier. En 1925, il devient membre du conseil de surveillance d'IG Farben.

## La collection de tableaux

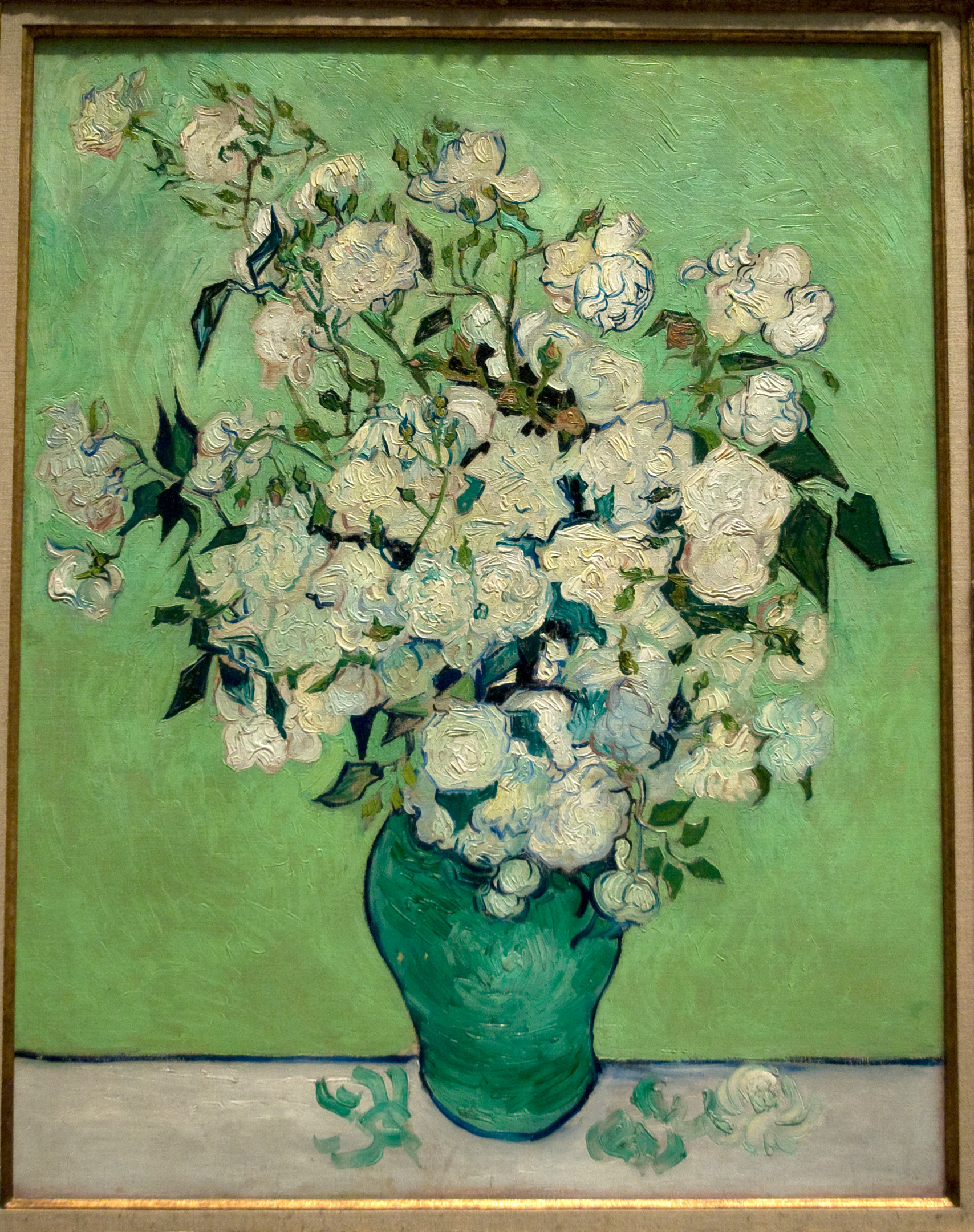
Vase de roses blanches par Vincent van Gogh (1890), aujourd'hui au Metropolitan Museum of Art.

Franz Oppenheim et sa seconde épouse sont particulièrement connus pour leur collection de tableaux de Paul Cézanne, Vincent van Gogh et Édouard Manet notamment. Cette collection, commencée en 1904 par Margarete Oppenhein, conseillée par le marchand d'art Paul Cassirer est rassemblée dans une villa, construite dans le quartier de Berlin-Wannsee par l'architecte Alfred Messel.

## Vie privée
Il est le fils du juriste Otto Georg Oppenheim et de Margarethe Mendelssohn, qui appartient à une famille de banquiers et de musiciens. Sa sœur, Enole Oppenheim, épouse l'industriel et chimiste Paul Mendelssohn Bartholdy (de), et son frère Hugo Oppenheim est banquier.
Il épouse en premières noces Else Wollheim, dont le père, Caesar Wollheim, est un industriel du charbon et ils ont quatre enfants. À la mort de sa première épouse, Franz Oppenheim épouse en 1907 Margarete Eisner, elle-même veuve. La petite-fille d'Otto, Vita Petersen (de) est peintre.